# 山梨県歯科医師会

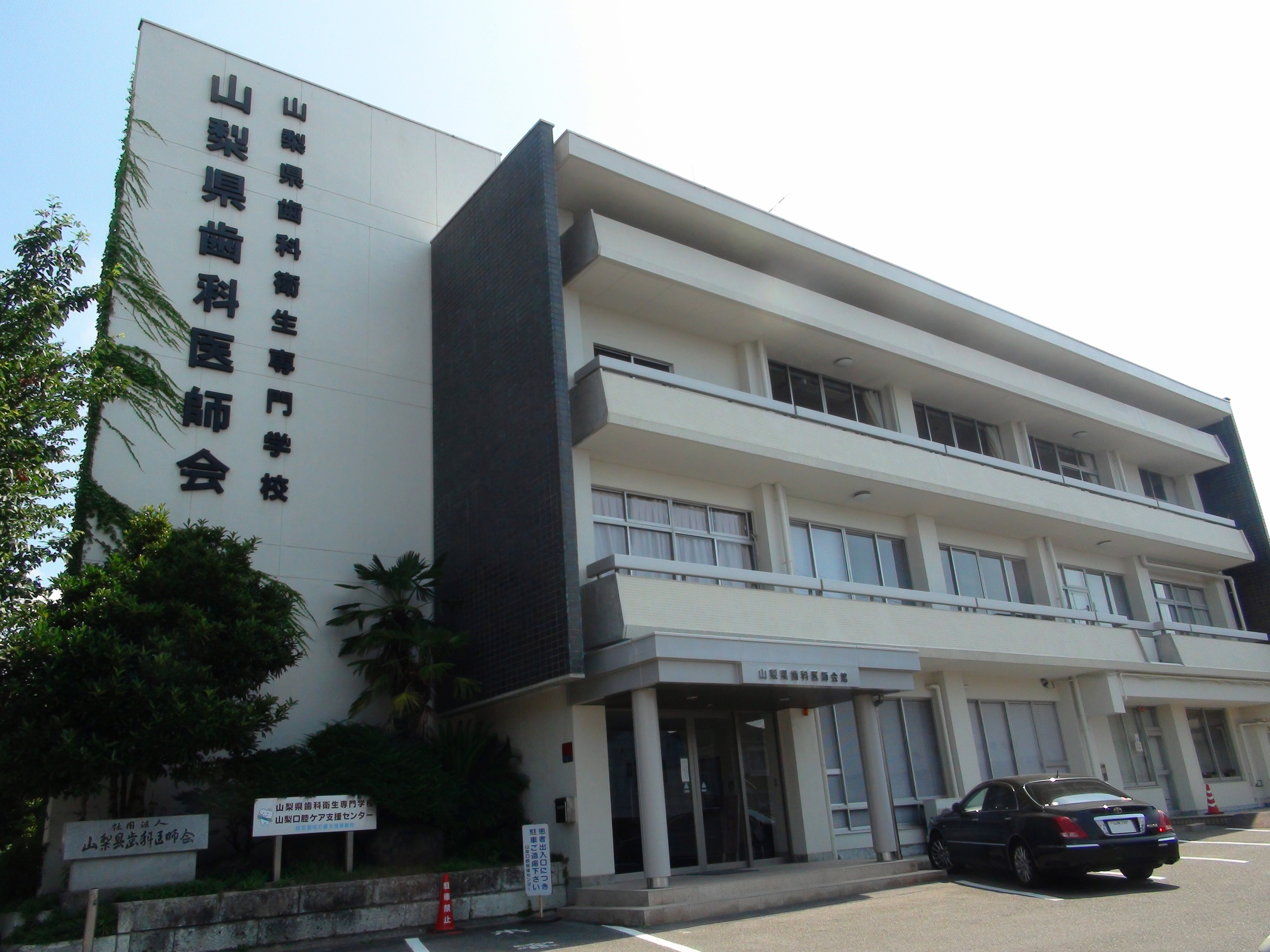
山梨県歯科医師会館（2011年7月撮影）

一般社団法人山梨県歯科医師会（いやまなしけんしかいしかい 英称 Yamanashi Dental Association）は、山梨県の歯科医師を会員とする法人。

## 本部所在地
- 〒400-0015 山梨県甲府市大手1-4-1

## 郡市歯科医師会
- 甲府市歯科医師会
- 富士吉田歯科医師会